# Дубінін Володимир Никифорович
Володимир Никифорович Дубінін (* 27 серпня 1927, Керч, Кримська АРСР, РРФСР, СРСР — † 4 січня 1942, Керч, Кримська АРСР, РРФСР, СРСР) — радянський піонер, учасник німецько-радянської війни.

## Життєпис
Був одним із членів партизанського загону, який воював в каменоломнях Старого Карантіна (Камиш бурун) поблизу м. Керчі. Разом із дорослими в загоні воювали піонери Володя Дубінін, а також Ваня Гриценко і Толя Ковальов. Вони підносили боєприпаси, воду, харчі, ходили в розвідку. Окупанти вели боротьбу з партизанами каменоломень і замуровували виходи із них. Оскільки Володя був найменшим, йому вдавалося вибиратися на поверхню по дуже вузьким лазам, непомітним для ворогів. Уже після звільнення Керчі внаслідок Керченсько-Феодосійської десантної операції 1941–1942 почав допомагати саперам під час розмінування підходів до каменоломень.
Загинув 4 січня 1942 року від вибуху міни.
Юний розвідник Володя Дубінін був посмертно нагороджений орденом Червоного Прапора. Похований у партизанській могилі, біля каменоломень.

## Пам'ять
Назву Вулиця Володі Дубініна у містах України мали декілька географічних об'єктів. 
16 грудня 2022 року погруддя Володі Дубініну у м. Дніпрі було демонтовано